# Faas Wilkes
Servaas "Faas" Wilkes (Rotterdam, 13. listopada 1923. – Rotterdam, 15. kolovoza 2006.) bio je nizozemski nogometaš. Wilkes je bio prvi nizozemski nogometaš koji je potpisao profesionalni ugovor i to 1949. godine kada je iz Xerxesa iz Rotterdama preselio u milanski Inter. U tri sezone upisao je 95 nastupa za Inter i pritom postigao 47 pogodaka. Nakon Intera, odlazi u Torino gdje je odigrao samo jednu sezonu. Potom je karijeru nastavio u Valenciji. U Valenciji je u 62 nastupa postigao 38 pogodaka. Još je igrao za nizozemski Venlo i španjolski Levante. Zatim se vraća u domovinu gdje je u Fortuni zaključio karijeru.
U dresu nizozemske reprezentacije upisao je 39 nastupa i postigao 35 pogodaka, međutim od 1949. do 1956. godine nije smio igrati za "Oranje" jer je bio profesionalac.